# Bretteville-sur-Odon
Bretteville-sur-Odon – miejscowość i gmina we Francji, w regionie Normandia, w departamencie Calvados.
Według danych na rok 1990 gminę zamieszkiwały 3623 osoby, a gęstość zaludnienia wynosiła 561 osób/km² (wśród 1815 gmin Dolnej Normandii Bretteville-sur-Odon plasuje się na 51. miejscu pod względem liczby ludności, natomiast pod względem powierzchni na miejscu 764.).